# Алматинская, Анна Владимировна
Алмати́нская А́нна Влади́мировна (31 декабря 1882 [13 января 1883] — 30 августа 1973, Ташкент) — русская, советская писательница, переводчица

. «Алма-атинская» — её литературный псевдоним. Фамилия при рождении — Држеви́цкая, фамилия по мужу — Панкра́тьева.

## Биография
Анна Алматинская являлась одним из создателей Ташкентской ассоциации пролетарских писателей (ТАПП). Она начала печататься с 1902 года.
В наиболее известном произведении Алматинской — романе «Гнёт» (в трех книгах), над которым она работала почти четверть века, ею была дана яркая картина жизни дореволюционного Туркестана, а также описаны революционные события 1905—1907 годов и 1917 года в Средней Азии.
А. Алматинская являлась редактором первого туркестанского литературно-художественного альманаха «Степные миражи» (1914 год), в котором было опубликовано несколько её стихотворений.
Она является автором сборника стихов и прозы «Придорожные травы» (1927), автором повестей «Клятва солнцу», «Побеждая смерть» (в соавторстве с Н. М. Махмудовой) и книги «Минувшее воспоминания» (1971).
Также А. Алматинская переводила с узбекского на русский язык произведения узбекских писателей, в том числе Аскада Мухтара, Саида Назыра и других.
А. Алматинская жила и умерла в Ташкенте. Она похоронена на Боткинском кладбище города Ташкента.

## Награды
- Орден Трудового Красного Знамени (18 марта 1959)
- Орден «Знак Почёта» (29 декабря 1972) — за заслуги в области советской литературы и в связи с девяностолетием со дня рождения[2]